# Brou-So jezici
Brou-So jezici, malena skupina austroazijskih jezika koja zajedno s podskupinama Kuay-Nheu i Kuay-Yoe čini dio šire zapadnokatujske jezične skupine. Rašireni su na prostorima Indokine u Laosu, Tajlandu, i Vijetnamu. Najvažniji među njima su bru jezici (istočni i zapadni) i jezik sô po kojima dobiva ime. Četvrti jezik khua govori tek nekoliko tisuća ljudi.
Ukupan broj govornika iznosi preko 220.000

## Vanjske poveznice
- Ethnologue (14th)
- Ethnologue (15th)